# 沃特福德高街站
沃特福德高街站（英語：Watford High Street railway station）是位於英國赫特福德郡沃特福德的一個火車站。沃特福德高街站開通於1862年10月1日，現在是倫敦地上鐵的一個車站，2018年起會加入大都會線服務。

## 外部連結
- . Photo archive. London Transport Museum. （原始内容存档于2013-08-11）.
- 列车时刻表及车站信息：沃特福德高街站，来自英国铁路官方网站